# Georg August Weltz
Georg August Weltz est un médecin allemand.

## Biographie
Il est né le 16 mars 1889 à Ludwigshafen. Il étudie aux universités de Kiel, Königsberg et Munich. En 1913, il obtient son doctorat à Munich. Au cours de la Première Guerre mondiale, il travaille dans le corps médical comme médecin assistant. De 1919 à 1920, il est employé comme assistant médical dans un hôpital de Munich et travaille comme radiologue dans cette ville de 1921 à 1936. En 1937, il devient membre du NSDAP. En août 1939, il a été enrôlé dans l'armée de l'air comme Oberfeldarzt.
En 1937, il travaille pour le conseil consultatif de la radiologie. À partir de 1936, il est professeur à l'université Louis-et-Maximilien de Munich et directeur de l'Institut de médecine aéronautique à Munich. En 1943, il est nommé professeur extraordinaire de la radiologie.
Après la guerre, il est l'un des condamnés au procès des Médecins pour son implication dans les expériences d'altitude, mais acquitté avec Siegfried Ruff et Hans-Wolfgang Romberg.
En 1952, il devient professeur adjoint à l'université de Munich.
Il décède le 22 août 1963 à Icking, en Bavière.